# Roghudi
Roghudi (en griego: Ρηχούδι) es una comuna  (municipio) en la ciudad metropolitana de Regio de Calabria, en la región italiana  de Calabria, situada a unos 130 kilómetros (81 millas) al suroeste de Catanzaro y unos 20 kilómetros (12 millas) al sureste de Reggio Calabria .
Está constituida por dos centros principales separadas por unos 40 kilómetros (25 millas), la primera (Roghudi Nuovo, que significa "nueva Roghudi" y la vivienda la sede comunal) es un enclave en el territorio comunal de Melito di Porto Salvo, cerca de la costa jónica; la segunda,Roghudi Vecchio, se encuentra en la parte continental, a los pies del Aspromonte. Roghudi Nuovo fue fundada en 1973 después de dos inundaciones consecutivas habían hecho Roghudi Vecchio inhabitable.
Roghudi es uno de los lugares donde el idioma grecocalabrés todavía se habla, siendo este un remanente de la antigua colonia griega de la Magna Grecia en el sur de Italia y Sicilia.

## Demografía
| Gráfica de evolución demográfica de Roghudi entre 1861 y 2011 |
|                                                               |
| Fuente ISTAT - elaboración gráfica a cargo de Wikipedia       |

## Hijos ilustres
- Cayetano Catanoso